# Actinote ferrugata
Actinote ferrugata är en fjärilsart som beskrevs av Jordan 1913. Actinote ferrugata ingår i släktet Actinote och familjen praktfjärilar. Inga underarter finns listade i Catalogue of Life.